# Snake Ridge
Snake Ridge är en bergstopp i Antarktis. Den ligger i Västantarktis. Argentina, Chile och Storbritannien gör anspråk på området. Toppen på Snake Ridge är 1 599 meter över havet.
Terrängen runt Snake Ridge är kuperad österut, men västerut är den platt. Trakten är obefolkad. Det finns inga samhällen i närheten. 